# Auranofine
Auranofine is een immunosuppressivum dat sinds 1982 internationaal op de markt is.
Auranofine is een organische goudverbinding die door de Wereldgezondheidsorganisatie als antireumaticum aangemerkt wordt. Het werkingsmechanisme van de stof is niet bekend, maar men veronderstelt dat de stof ingrijpt op het immuunsysteem.
Auranofine is tienmaal effectiever gebleken dan andere onderzochte middelen in de bestrijding van specifieke amoebes, darmparasieten die bloederige diarree veroorzaken.
In januari 2010 is het middel in de meeste landen van Europa van de markt gehaald.